# 20号族
20号族（20ごうそく、英: Family 20）とは、ダフォディルズ・ダム（Daffodil's Dam、あるいはサー・トーマス・ガスコインの外国産馬を父とする牝馬, Mare by Sir Thomas Gascoigne's "Foreign horseとも）と呼ばれる牝馬を祖先にもつサラブレッドの牝系（母系）一族のこと。2006年現在までにブルーピーター、キングマンボ、ミエスク、ファリス、ウォーエンブレム、アリシーバ等を出した。日本ではミエスクの子孫であるリアルスティール・ラヴズオンリーユー・ルガル、ラスティックベル一族のフサイチリシャール・ノームコア・クロノジェネシス、他にナイスネイチャ、イシノサンデー、フィエールマン、クロワデュノールなどが代表馬になる。

## 牝系図
- Daffodil's Dam（1715） -- F-No.20
  - Favourite（1728, Bald Galloway Colt）
    - Little John Mare（Little John）
      - Cade Mare（1751, Cade）
        - Changeling Mare（1758, Changeling）
          - Locust Mare（Locust）
            - Turk Mare（Turk）
              - Weazle Mare（1790, Weazle）
                - Variety（1808, Hyacinthus） -- F-No.20-a
                  - Lydia（1822, Poulton）
                    - Languish（1830, Cain）
                      - Ghuznee（1838, Pantaloon）
                        - Meeanee（1844, Touchstone）
                          - Lelia（1852, Melbourne）
                            - Fairy（1860, Warlock）
                              - Jenny Diver（1866, Buccaneer）
                                - Palmflower（1874, The Palmer） -- F-No.20-c
                                - Jennie Winkle（1880, Mr. Winkle） -- F-No.20-d

                        - Escalade（1846, Touchstone） -- F-No.20-b